# مانوئل دا سیلوا فیلو
مانوئل دا سیلوا فیلو (به پرتغالی: Manoel Lourenço da Silva Filho) مهاجم اهل برزیل است که در شهر فیرا دی سانتانا و در تاریخ ۲ فوریهٔ ۱۹۷۸ به دنیا آمده‌است.
مانوئل دا سیلوا فیلو در تیم‌های فوتبال باشگاه ورزشی اینترناسیونال سابقهٔ حضور دارد.